# Oskar von Hutier
Oskar von Hutier (Erfurt, 27 de agosto de 1857 — Berlim, 5 de dezembro de 1934) foi um dos mais bem sucedidos generais alemães da Primeira Guerra Mundial.
Ajudou o exército alemão a conquistar territórios ocupados pela Rússia e utilizou sua experiência de três anos de comando para estudar as táticas inimigas e desenvolver novas táticas de infiltração durante a guerra de trincheiras.
Foi galardoado com a Pour le Mérite pelo imperador Guilherme II da Alemanha.